# 有宗益門
有宗 益門（ありむね の ますかど）は、平安時代初期から前期にかけての貴族。官位は従五位上・主計頭。

## 出自
有宗氏（有宗宿禰）は、出自未詳だが渡来系氏族と考えられている大窪氏（大窪史）の後裔氏族。

## 経歴
仁寿3年（853年）外従五位下に叙され、翌仁寿4年（854年）主計助に任ぜられる。斉衡3年（856年）主計頭に進む。斉衡4年（857年）従五位下（内位）・木工権助に叙任され、算博士を兼任した。さらに天安2年（858年）木工助に進み、同年8月の文徳天皇の崩御にあたっては山作司を務めている。
清和朝に入り貞観2年（860年）従五位上に叙され、貞観3年（861年）に木工権頭に昇進する。貞観5年（863年）次侍従に補任され、貞観7年（865年）信濃権守を兼ねる。『六国史』に最後に益門の名が見える貞観7年6月26日当時の官位は主計頭兼木工権頭従五位上行算博士信濃権守。

## 官歴
『六国史』の記載に従う。
- 時期不詳：正六位上
- 仁寿3年（853年） 正月7日：外従五位下
- 仁寿4年（854年） 正月16日：主計助
- 斉衡3年（856年） 2月8日：主計頭
- 斉衡4年（857年） 正月14日：兼木工権助。12月14日：従五位下
- 時期不詳：兼算博士
- 天安2年（858年） 2月5日：兼木工助。8月27日：山作司
- 貞観2年（860年） 11月16日：従五位上
- 貞観3年（861年） 2月16日：兼木工権頭
- 貞観5年（863年） 3月28日：次侍従
- 貞観7年（865年） 正月27日：兼信濃権守[2] 。6月26日：右相撲司
- 貞観15年（873年） これまでに算博士を辞任[3]